# Brita Andersdotter i Karlsarvet
Brita Andersdotter i Karlsarvet, född 1648, död i Älvdalen 19 maj 1669, var en svensk som blev avrättad för häxeri. Hon var en av de som avrättades i häxprocessen i Älvdalen, som var startpunkten för det stora oväsendet.

## Biografi
Brita Andersdotter uppgavs vara 20 år gammal, en ogift piga och dotter till Anders Jacobsson och Brita Mickelsdotter And[ers] Jacobssons i Karlsarvet. 
Hon var en av åtta åtalade i Älvdalen i december 1668. Gålichs Anna Olsdotter uppgav att hon hade sett henne i Blåkulla. Mats Larsson i Karlsarvet, Lars Matssons son, uppgav att Brita hade fört honom till Blåkulla. 

### Rannsakning
Hon förnekade att hon hade varit i Blåkulla, men medgav att hon kanske hade drömt att hon varit i en stuga utan slut fylld med olika människor. Mats Matssons dotter i Karlsarvet Anna Matsdotter, 9 eller 10 år, uppgav sig ha blivit förd till Blåkulla av Brita. Brita kommenterade att hon varken kunde jaka eller neka. Pelle Marit uppgav att hon hade sett Brita i Blåkulla. Mats Larsson påminde henne om att hon varnat honom att inte avslöja något om Blåkulla, och hade kallat Satan den enda verkliga guden. 
Mats far, Lars Matsson i Karlsarvet, vittnade om att flera bybarn en gång varit samlade hos Olof Nilsson i Karlsarvet och sämskade skinn; barnen hade då sagt till honom att taket hade lutat, och att Brita hade lyft det på ena sidan och sett in på dem, och då de gått ut, hade Brita stått utanför (han som vuxen hade dock inte sett något), och samma natt hade Brita fört dem till Blåkulla. 
Lars Matsson Ebriel Röen soldat, Selje Hans Hansson, Nils Jonsson och Anders Hansson hade en tid därefter förhört Brita i en stuga, och hon hade då först begärt att Feet Anders Britas Marit utvisats ur stugan och sedan bekänt att hon var skyldig och bett Lars hustru, som var hennes gudmor, att förlåta henne, och lovade att aldrig göra det igen. Hon hade också sagt att Marit Matsdotter Ris Annas dotter på Åsen varit hennes medbrottsling. Hon hade sedan sagt att hon inte vågat gå hem till sin mor utan bett Lars att följa henne till kyrkan, något han hade gjort, fast hennes mor kommit och försökt hindra dem. Hennes mor hade varnat henne att göra som hon varnat henne. När de nådde kyrkan, hade Brita inte kunnat bekänna för prästen utan tvärtom förnekat allt. 
Brita kommenterade vittnesmålet med att hon inte visste något om det. 

### Bekännelse
Brita Andersdotter själv uppgav till slut i enskilt samtal med prästen att hon en gång ridit till Blåkulla på Manna Lars Matssons i Karlsarvet ko Snögås och haft 5 barn med sig. Inför rätten medgav hon till slut att hon fört barn till Blåkulla och lärt sig detta av sin mor, som en gång fört henne. Hon konfronterades sedan med flera av de barn hon påstods ha fört bort i rättssalen. Hon gav dock svävande svar på att anklagelserna möjligen kunde stämma, men medgav dem inte rakt ut. Rätten beskrev hur hon i rätten verkade svårt plågad och genomgå någon slags inre kamp, darrade och skakade, och hon belades med träbojor i fängelset.  
Under nya förhör förnekade hon inte sin tidigare bekännelse, men uppgav att hon hade tappat minnet och därför inte mindes om den var sann och inte mindes om hennes mor tagit henne dit. Hon framlade dock en ny bekännelse att hon varit i Blåkulla, försvurit sig till Satan med blodet ur sitt fingret och sett Satans dotter i barnsäng och vårdat Satan under hans sjukdom, och sedan dess sörjt mycket över ryktena som gick om henne. Hon medgav också att hon hade haft samlag med Satan. Under ett följande förhör bekände hon återigen att hennes mor först fört henne till Blåkulla, där hon hade sett Mickel Bile (sin morbroder Mickel Mickelsson i Dysberg), hans bror Mats Mickelsson på Åsen, Anna Tytta (sin morsyster Anna Mickelsdotter Mickel Matssons i Loka), Nisse Elin i Garberg (som varit ljusstake i Blåkulla), Valborg Anderses gosse i Kåtilla,

### Efterspel
Britas mor Brita Mickelsdotter nekade bestämt till alla anklagelser och vittnesmål och blev slutligen frikänd. Brita Andersdotter blev dömd till döden trots att hon flera gånger återtog sina bekännelser och sade sig inte minnas något. 
Hon blev en av de som avrättades i häxprocessen i Älvdalen: den 19 maj 1669 avrättades Knopar Elin Knutsdotter, 70 år; Bland-Anna, 70 år; Bond Elin, 40 år; Lasse Persson, 20 år; Gålichs Anna Olsdotter, 17 år; och Brita Andersdotter, 20 år. Avrättningen ägde rum genom halshuggning och bränning.